# Mount Eastman
Mount Eastman ist ein rund 1200 m hoher Berg an der Danco-Küste des Grahamlands im Norden der Antarktischen Halbinsel. Er ragt 6 km südlich des Pelletan Point am Kopfende der Flandernbucht auf.
Teilnehmer der Belgica-Expedition (1897–1899) unter der Leitung des belgischen Polarforschers Adrien de Gerlache de Gomery kartierten ihn. Das UK Antarctic Place-Names Committee benannte ihn 1960 nach dem US-amerikanischen Erfinder, Unternehmer und Philanthropen George Eastman (1854–1932).